# 자이르주

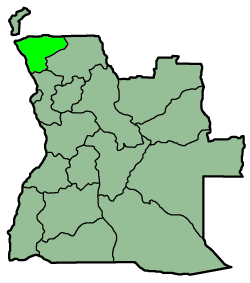
자이르 주의 위치

자이르주(포르투갈어: Zaire)는 앙골라의 주로, 주도는 음반자콩구이며 면적은 40,130km2, 인구는 약 600,000명이다. 열대 기후를 띤다.